# Vorbis comment
Vorbis comment ist ein Metadaten-Container von Xiph.Org Foundation zum Speichern kurzer Textinformationen. Dadurch können z. B. Metadaten zu Musikdateien hinzugefügt werden, die Informationen über das jeweilige Musikstück beinhalten. Es findet Verwendung bei Xiphs freien Codecs Vorbis, FLAC und Speex, vergleichbar mit ID3-Tags für MP3-Dateien.
Wie APEv2 kann man mit Vorbis comment, im Gegensatz zu ID3, nicht nur vordefinierte, sondern beliebig selbstdefinierte Felder zum Speichern von Informationen anlegen.

## Format
Ein Vorbis-Tag besteht aus einer Liste von Feldern im Format Feldname=Daten. Der Feldname kann bestehen aus druckbaren ASCII-Zeichen (0x20 (Leerzeichen) bis 0x7D ('}'); ausgenommen sind 0x3D ('=') und 0x7E ('~')). Das System unterscheidet nicht zwischen Groß- und Kleinschreibung, title und TITLE bezeichnen daher dasselbe Feld. Die Anzahl der Felder und deren Längen sind begrenzt auf 4.294.967.295 (der größte Wert einer 32-Bit-Ganzzahl), doch die meisten Bearbeitungsprogramme haben engere Begrenzungen.
Die Daten sind in UTF-8 codiert, wodurch beliebige Unicode-Zeichenfolgen als Werte verwendet werden können.
Feldnamen und das Format der Werte sind nicht vorgeschrieben. Auch dürfen Feldnamen mehrmals vergeben werden, wodurch mehrere Werte für einen Feldnamen möglich sind (wie in id3v2.4 für mp3-Dateien). Sinnvoll ist das z. B. bei einem Werk, bei dessen Aufführung mehrere Interpreten beteiligt waren.
Die Spezifikation definiert mehrere Beispiel-Feldnamen wie title (Titel), artist (Künstler bzw. eigentlich Interpret), album und tracknumber (Liednummer), daneben bieten die meisten Anwendungen De-facto-Standards wie discnumber (CD-Nummer) und Felder für Replay-Gain-Informationen.
Das Speichern von Binärdaten in Vorbis comment ist nicht vorgesehen. Der Metadaten-Container wurde entworfen, um Teil eines jeweiligen Container-Formats zu sein. Es ist vorgesehen, zusätzliche Binärdaten direkt in diesen jeweiligen Container zu speichern.

## Gebräuchliche Felder und ihre Bedeutung
| Feldname      | Bedeutung            | Hinweise |
| ------------- | -------------------- | --- |
| WORK          | Name des Werks       | Bei Popmusik nicht verwendet. In der klassischen Musik etwa „Sinfonie Nr. 6, F-Dur“ oder „Die Zauberflöte“. |
| TITLE         | Titel des Stücks     | Bei Popmusik der Name des Liedes. In der klassischen Musik bei mehrsätzigen Werken etwa „IV. Allegro con fuoco“ oder der Name einer Opernarie. Wenn WORK nicht zur Verfügung steht, legt man dort häufig den gesamten Titel ab, d. h. mit Werk und Satz.                                                     |
| VERSION       | Version              | Das Versionsfeld kann benutzt werden, um mehrere Versionen des gleichen Titels in einer einzelnen Ansammlung zu unterscheiden (z. B. remix-Informationen). |
| ALBUM         | Album                | Der Name des Albums, zu dem der Titel gehört |
| TRACKNUMBER   | Stücknummer          | Die Position des Titels auf dem Album |
| COMPOSER      | Komponist oder Autor | Wird in der Popmusik normalerweise nicht verwendet. |
| ARTIST        | Künstler             | Laut Spezifikation der im Allgemeinen als wichtigster angesehene Künstler. In der Popmusik ist dies die Band, der Sänger oder auch das Orchester; für klassische Musik durchaus der Komponist bzw. der Autor bei einem Hörbuch. Dies wird vielfach aber so nicht gehandhabt.                                 |
| CONDUCTOR     | Dirigent/-in         | Wird in der Popmusik normalerweise nicht verwendet. |
| PERFORMER     | Interpret            | Für die Künstler, die das Werk aufgeführt haben, wenn sie nicht bereits in anderen Feldern genannt sind.In der klassischen Musik sind das die Solisten, das Orchester und der Dirigent; in einem Audiobuch ist es der Vorleser. In der Popmusik nicht verwendet oder der gleiche Eintrag wie im Feld ARTIST. |
| MOVEMENTNAME  | Satzname             | Wird verwendet, um die proprietären iTunes-Klassik-Tags zu speichern. |
| MOVEMENT      | Satznummer           | Wird verwendet, um die proprietären iTunes-Klassik-Tags zu speichern. |
| MOVEMENTTOTAL | Anzahl der Sätze     | Wird verwendet, um die proprietären iTunes-Klassik-Tags zu speichern. |
| COPYRIGHT     | Urheberrecht         | Copyright-Zuerkennung z. B.: „2001 Nobody's Band“ oder „1999 Jack Moffitt“. |
| LICENSE       | Lizenzinformationen  | z. B. „Alle Rechte vorbehalten“ oder eine URL zu einer Lizenz wie Creative Commons license. |
| ORGANISATION  | Organisation         | Name der Organisation, die den Titel produziert hat (d. h. das Plattenlabel) |
| DESCRIPTION   | Beschreibung         | Eine Kurztextbeschreibung des Inhalts |
| GENRE         | Genre                | Das Musikgenre des Titels |
| DATE          | Datum                | Das Aufnahmedatum des Titels |
| LOCATION      | Ort                  | Der Ort, an dem der Titel produziert wurde |
| CONTACT       | Kontaktinformationen | Dieses könnte z. B. eine URL oder ein E-Mail-Adresse sein. |
| ISRC          | ISRC-Code            | Der International Standard Recording Code ist eine zwölfstellige digitale Kennung für einen CD-Titel. |

Je nach Tagger Application könnte die Zuordnung zu den entsprechenden mp3- und mp4-Metadaten unterschiedlich sein. Die derzeit umfangreichste Liste unterstützt derzeit der MusicBrainz Picard-Tagger.
Während bei „populärer“ Musik meist keine Komponisten, Dirigenten, Werke, Sätze und Satznummern benötigt werden, ist bei anderen Musikstücken über die Jahre ein Wildwuchs entstanden, insbesondere verursacht durch fehlende Software-Unterstützung und Dokumentation. Proprietäre Lösungen, insbesondere von Apple, haben die Situation wiederum nur für proprietäre Software verbessert, ansonsten aber unnötig verkompliziert. Inzwischen unterstützen Tagger praktisch alle Metadaten-Felder, selbst die Apple-spezifischen, und halten sich meist an die von MusicBrainz Picard verwendeten Zuordnungen der Felder in den verschiedenen Dateiformaten, unabhängig von deren Semantik. Dort, wo Felder redundant sind (ARTIST, PERFORMER, CONDUCTOR oder TITLE, MOVEMENTNAME), gibt es bisher jedoch keine Präferenz-Empfehlung.

## Kapitelmarken
Kapitelmarken können als Vorbis comment-Felder hinzugefügt werden.
CHAPTER001=00:00:00.000
CHAPTER001NAME=Erstes Kapitel
CHAPTER002=00:05:00.000
CHAPTER002NAME=Das zweite Kapitel ist schöner